# Steve Morabito
Steve Morabito (født 30. januar 1983) er en schweizisk tidligere professionel cykelrytter.